# Lalanne, Gers
Lalanne är en kommun i departementet Gers i regionen Occitanien i sydvästra Frankrike. Kommunen ligger i kantonen Fleurance som tillhör arrondissementet Condom. År 2022 hade Lalanne 132 invånare.

## Befolkningsutveckling
Antalet invånare i kommunen Lalanne
Referens:INSEE